# رود جانکشن ویندمیل (آریزونا)
رود جانکشن ویندمیل (به انگلیسی: Road Junction Windmill) یک منطقهٔ مسکونی در ایالات متحده آمریکا است که در آریزونا واقع شده است. رود جانکشن ویندمیل ۹۶۰ متر بالاتر از سطح دریا قرار دارد.